# 凱末爾主義

「六矢」是共和人民黨的標誌。

凱末爾主義（土耳其語：Kemalist İdeoloji, Kemalizm, Atatürkçülük, Atatürkçü Düşünce）亦即「六矢」（土耳其語：Altı Ok），是土耳其共和國的基本特徵，是由土耳其國民運動及其領袖穆斯塔法·凱末爾·阿塔土克衍生出來的。凱末爾主義可於凯末尔改革裡找到其意義，即尋求締造一個現代、民主及世俗的國度。凱末爾主義基於實證主義、理性主義及啟蒙時代的科學及教育進程所引導的。
凱末爾主義的許多根本思想始於奥斯曼帝國晚期，為了避免帝國即將崩潰而進行的各種改革，主要始於19世紀初期的坦志麥特改革。19世紀中葉，青年土耳其人試圖創造奥斯曼民族主義或奥斯曼帝國的意識形態，以平息帝國中崛起的民族主義，並在維持伊斯蘭影響力的同時首次引入有限的民主制度。20世紀初，青年土耳其人放棄了奥斯曼民族主義，轉而支持土耳其民族主義，同時採用世俗的政治觀點。

## 原則
凯末尔的現實主義及實用主義是凱末爾主義最根本的元素。凱末爾主義共有六個基本的理論，共和主义、民粹主义、民族主义、世俗主义、国家主义和改革主義。世俗主義及改革主义是最後兩個被寫入憲法的理論。凱末爾主義被認為是神聖及不可改變的，但凱末爾主義並非凯末尔的處世原則。有人批評凱末爾主義與實用主義有所偏差。

## 共和主義
凱末爾主義的共和主義取代了君主政體的專制主義，以人民主權和公民道德建設作為重點，實行自由公民。凱末爾主義認為，所有的法律應該要基於地球上國民生活所需而定。凱末爾主義相信只有共和體制才可以代表人民的希望。
在眾多的共和體制裡，凱末爾式的共和政體是代議民主制，選舉產生的國家領導人及政府首領任期有限。總統沒有行政權，但有否決權，並有權在公民投票中角逐。總理及各部長負責營運政府。政府由國會以三分之二的多數票通過產生。行政、立法及司法權分別由不同的部門行使，沒有任何個人及團體有絕對的權力。

## 民粹主義
民粹主義被定義為一種社會變革，由某些精英代表人民的普遍共識來引導變革。凱末爾主義使土耳其婦女的地位得到了改變。1934年，婦女有權投票。凯末尔在各種不同的場合聲明人民是土耳其的真正統治者，事實上，這不能完全反映事實，而是一個目的。
凱末爾主義代表土耳其人民的最高利益。有自尊心的人民需要心靈上的鼓勵，使他們更努力工作，以達到統一意識及對國家的認同。

## 世俗主義
凱末爾主義所說的世俗主義，目的是要建立一個不受宗教力量影響的政治環境，整固公眾教育、政府補貼及法律事務。世俗主義並沒有引伸到不可知論或虛無主義，即從宗教思想及宗教體制獨立出來。凱末爾主義的世俗主義並沒有鼓吹無神論。這是理性、反教權主義的世俗主義。凱末爾主義變革亦即是世俗主義變革。

## 來源
凱末爾主義的世俗主義可追溯至鄂圖曼帝國，特別是坦志麥特統治時期及二次立憲時期。在二次立憲時期，鄂圖曼帝國不歡迎阿拉伯人民，導致政治局勢緊張。當時的國會提出一種政策，使「國家對宗教的仇視意識在反政變時期更強烈，國會世俗政策成功『去伊斯蘭』後，阿拉伯人民便以之為政治把柄。」這也是第一次世界大戰阿拉伯暴動的一個因素。凱末爾主義不想再重韜覆轍，不想再將伊斯蘭教推向對立面，開始容納伊斯蘭教。

## 政治與宗教
凱末爾主義將宗教從政治裡分開，由公共團體、利益團體取代，這些團體和政治體制及法則的關係決定了他們的作用。1924年3月24日是一個重大的轉捩點，哈里發遭到廢除，其政治角色亦遭移除。1937年2月5日，憲法上有關「土耳其的國教是伊斯蘭教」一句亦被移除。
凱末爾主義的政治觀點包括反教權主義的世俗主義，廢除了鄂圖曼帝國時代建立的宗教政治。凱末爾主義的政治觀點認為，政客不能公開包庇某個宗教及宗教團體，否則就構成了足夠的法律依據，政黨可被永久封禁。
土耳其總理雷傑普·塔伊普·埃爾多安1998年因在詩文當中運用宗教用詞，被認為鼓吹分離土耳其人為「信徒」及「非信徒」而被判監。

## 國家與宗教
據凱末爾主義的觀點，對任何宗教都一視同仁，不得宣傳及批評其他宗教。土耳其在宗教事務上保持中立。如果政府的行動涉及宗教，須由宗教事務部仔細分析衡量，該部負責管理國家的宗教事務體制。宗教事務部尋求計劃、整合及實現平衡。
凱末爾世俗主義並不反對文明的伊斯蘭教徒，但反對那些對抗現代化及民主的伊斯蘭教徒。傳統伊斯蘭教徒一直反對世俗主義。他們宣稱政治「去伊斯蘭化」會使伊斯蘭社會世俗化。
凱末爾主義需要平衡各宗教派系的間隙。1980年以後，宗教教育被列入中學的常規課程裡。這次的變革引起了辯論。主要有三種不同的意見。第一種意見認為這變革破壞了凱末爾世俗主義，並要求恢復舊有的制度。第二種意見認同宗教教育，但不認同將宗教教育列為必修。第三種意見則同意將宗教教育列為必修，除了少數社區希望擁有他們自己的宗教課程。

## 改革主義
凯末尔曾經就改革主義作出解釋，意思是指國家應該以現代的體制和意識取締傳統的體制和意識。這原則主張社會變化需要革命來達致一個現代化的社會。在凱末爾主義的角度上，革命的核心是一個既成事實。從這個角度來說，被認為是落後的古舊制度是不可能再次出現的。
凯末尔主义中改革主义的原则超出了对凯末尔生前所做改革的认可。凯末尔在社会和政治领域的改革被认为是不可逆转的。凯末尔不認為革命的實施會有停頓的機會。在現代，這理論可以被解釋作主動修正。根據凱末爾主義，土耳其社會仿傚西方的體制必須加入土耳其特色，使之融入土耳其文化。土耳其特色的變革是經歷過多個世代的社會及文化經驗累積（由土耳其國民的集體記憶所得）。

## 民族主義

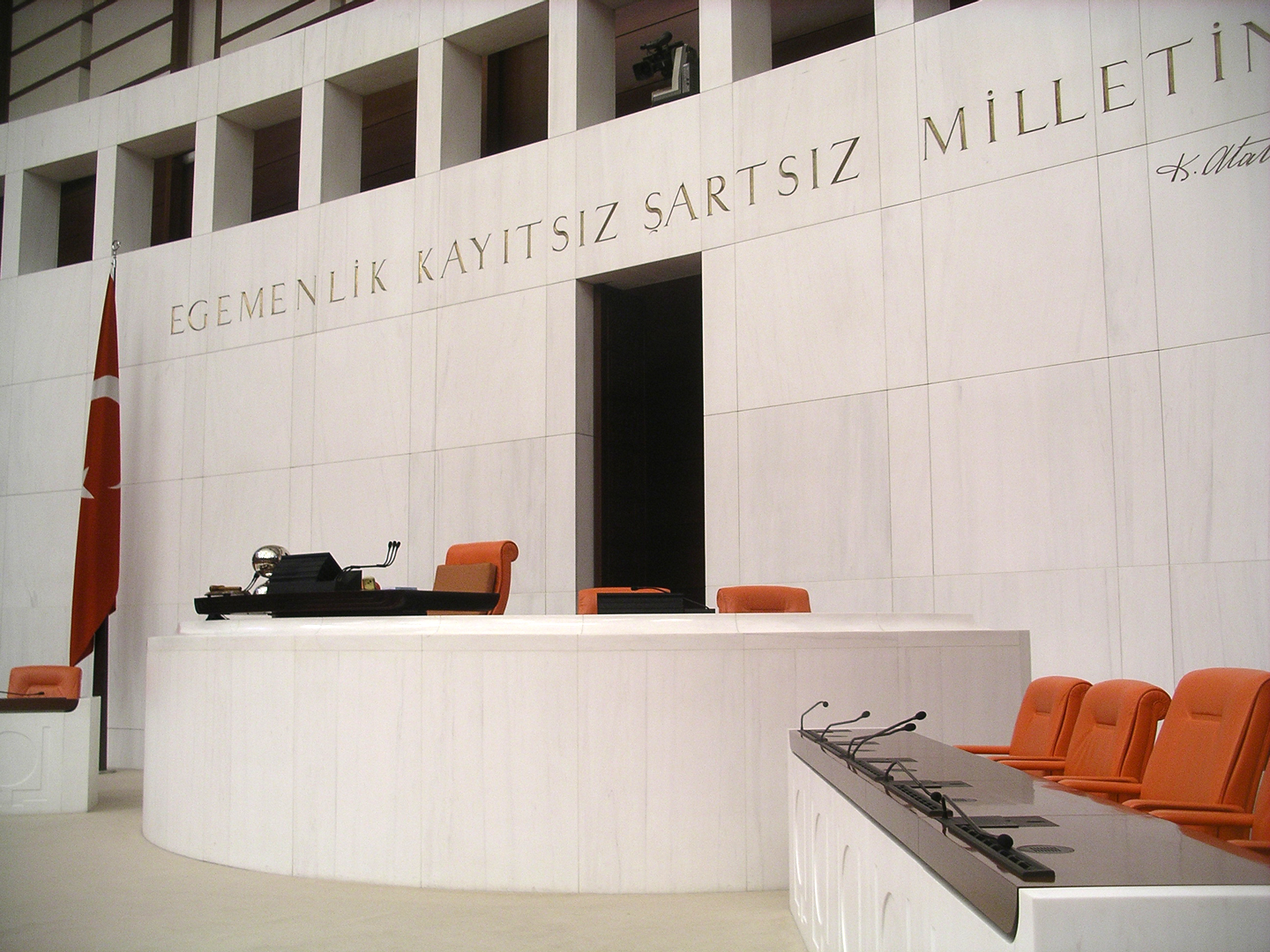
「無條件、無限制的主權屬於國民」雕刻在大國民議會的講臺後。

凱末爾主義革命的目的是要由鄂圖曼帝國遺留下來的土耳其人締造一個民族國家。土耳其語Türküm經常被誤解為形容一個種族，但它其實是指國民在民族憲章裡的義務。Turkishness（土耳其國民）就是土耳其共和國的奠基石。凱末爾主義將土耳其人定義為「那些保護及促進土耳其民族道德、精神、文化及人道價值的人」。凱末爾主義又將「土耳其民族」定義為愛護和提升家庭、國家及民族，理解法律、人權及列入土耳其憲法條文裡有關國民對民主、世俗、社會的義務責任的民族。穆斯塔法·凱末爾·阿塔土克說「構成土耳其共和國的民族即是土耳其民族」，這一說法清楚地顯示Turkishness是指土耳其國民，更加適合於指一個種族。
凱末爾民族主義属于民族主义中的进步民族主义。
凱末爾民族主義是凱末爾西洋化運動的延續，以對抗酋長、部落領袖及伊斯蘭教的政治控制。最初，共和國的宣言理解為「回到先哈里發時代」。
不過，凱末爾民族主義想將政治正統由獨裁（鄂圖曼帝國）、神權政治（回教國王）及封建制度（部落領袖）轉移至公民的主動參與。「人民的意願」得以在共和國政府及土耳其國民上體現，而不是以往的任何形式。這種轉變象徵為：
|  | Ne Mutlu Türküm Diyene（土耳其語） |

|                            | 自称为土耳其人是多麼愉快 |
| ——穆斯塔法·凱末爾·阿塔土克 |                          |

“Ne Mutlu Türküm Diyene”是與「回教君主的長生」、「酋長的長生」及「哈里發的長生」是相對的。凱末爾民族主義源自社會契約論，特別是讓-雅克·卢梭的社會契約論。凱末爾主義對社會契約的認知是受鄂圖曼帝國崩解的影響，那是鄂圖曼帝國模式及鄂圖曼主義的失敗。經歷了鄂圖曼帝國的崩解後，凱末爾民族主義視社會契約為「最高理想」。
|                            | 管理和捍衛土耳其民族時，須著眼於最高的理想－民族統一、民族意識及民族文化。 |
| ——穆斯塔法·凱末爾·阿塔土克 |                                                                            |

凱末爾民族主義的社會內容不接納任何先於民族的事物，譴責基於種族、宗教、極權及法西斯主義的民族統一，宣稱：
|                            | 無條件、無限制的主權屬於國民 |
| ——穆斯塔法·凱末爾·阿塔土克 |                              |

就領土擴張方面，凱末爾民族主義反對帝國主義，致力推動國內及世界和平。
對土耳其民族現今的政治和社會統一，一些國民和僑民被慫恿承認他們是庫爾德人、切爾克斯人、拉茲人或波斯尼亞人，但這些錯誤的稱呼是舊時代暴政的產物，毫無價值而且為民族的每一個人帶來不幸，除了一些愚笨的反動派，他們成為敵人的栱子。民族的成員都享有著共同的土耳其社會、歷史、精神意識及法規。

## 民族標準
凱末爾民族主義認為，土耳其人享有共同語言、共同的歷史價值、對將來共同的意識。凱末爾民族主義並不仇外。出生在國內及有血統關係都可被認為土耳其人的一份子。國籍受土耳其國籍法保護，只有不忠行為才會被褫奪國籍.。
任何國內的國民都被認為是土耳其人，不論種族（土耳其人、庫爾德族）、宗教（伊斯蘭教、基督教）、性別、學派等。

## 民族幅度
凱末爾民族主義認為，由領土及人民構成的土耳其是不可分割的，即「國民統一」，尊重其他國家的獨立主權。
凱末爾主義取締「泛突厥主義」成為官方的國家意識，注目於民族國家的根本利益，不再關注「外突厥」(即是哈薩克與中亞的突厥本部)。泛突厥主義是种族中心主义，而凱末爾主義是多中心的。凱末爾主義想與主流世界文明接軌。泛突厥則強调突厥人的優越性，欲聯合所有突厥人。凱末爾主義追求平等，目的不是要聯合其他突厥國家裡的土耳其人。凱末爾主義對泛突厥對不感興趣，並在1923年至1950年間作出強硬的反應。
凱末爾主不但取締了泛突厥主義成為官方國家意識，它還著眼於在現存及歷史的文化以及安那托利亞內的土耳其人。泛突厥主義將民族置於中心，作為圖蘭人民（蒙古族、通古斯民族、馬扎爾人、芬蘭人、愛沙尼亞人及琉球人）的聯合體，由中亞的阿爾泰山脈伸延至博斯普魯斯海峽。凱末爾主義對語言有較狹窄的定義，它想移除安那托利亞內使用的波斯語、阿拉伯語、希臘語、拉丁語等。泛突厥的領袖如伊斯梅爾·恩維爾則想一種所有突厥人民都通用的語言，以減少差異及同化。

## 國家主義
凯末尔提到，土耳其的完全現代化要取決於經濟和科技的發展。凱末爾國家主義理論解釋，國家會調節經濟活動，會從事一些私人企業不願意進行的活動，或認為私人企業不適合從事，又或國家利益所需。國家主義的應用不僅限於經濟活動，還適用於國家主要行業的擁有者。

## 歷史
凱末爾主義的歷史可追溯至鄂圖曼帝國的二次立憲時期。鄂圖曼帝國時期的政治經驗，包括鄂圖曼帝國一次立憲時期及坦志麥特改革運動，都被凱末爾主義吸納。
1923年9月9日，凯末爾創立共和人民黨，距共和國立國的10月29日不遠。凱末爾主義正是該黨的象徵，世俗主義是共和國立國的基礎。

## 争议
迪特里希·容及禾芬哥·皮寇利敍述「凱末爾主義結合了泛突厥主義的一些元素，以構建一個全新、具凝聚力的民族主義」。另一方面，據當·貝瑞茲所說，土耳其民族主義已從種族主義脫離出來。
庫爾德人一直受突厥化影響。學生必須朗誦「自称为土耳其人時是多麼愉快」。近來，土耳其參謀部表達了一些嘗試破壞土耳其世俗社會的關注，聲明「任何反對這意識的都會成為土耳其共和國的敵人」。
在1920及1930年代，土耳其政府嘗試推廣土耳其語作為伊斯蘭教使用的語言，并强制要求伊瑪目使用土耳其語宣禮。傳統的宣禮是使用阿拉伯語的，這對土耳其的穆斯林社會帶來了莫大的衝擊。土耳其政府認為「宗教被視為凱末爾民族國家的潛在威脅」，所以「國家會盡量減少在宗教上的角色」。土耳其向國民灌輸世俗主義觀念。
穆斯林女性在公眾場合穿戴頭巾的禁令在世俗主義得到開釋。歐洲議會成員及土耳其綜合議會委員會主席朱斯特·拉亨代克曾經公開批評那些對穆斯林女性的衣著限制，然而歐洲人權法庭卻裁定在公眾建築物及學院裡的衣著限制並不構成侵犯人權。
尽管凱末爾主義的世俗主义深深植根于启蒙时代思想，但自1960年代和1970年代以来，西方哲学中的后现代主义运动对启蒙时代持负面看法。像雅克·德里达这样的后现代主义思想家抨击了与欧洲殖民主义相关的西方霸权主义和帝国主义。被视为西方价值观的世俗主义吸引力日渐减弱，这为后现代主义文化相对主义提供了契机，后者强调政治伊斯兰教等集体宗教身份的民粹主义诉求（例如雷杰普·塔伊普·埃尔多安领导的正义与发展党）。

### 引用
1. ↑  .   [2023-06-04]. （原始内容存档于2023-02-07）.
2. ↑  韋伯斯特著 《凯末尔的土耳其：土耳其改革的社會進程》 第245頁 ISBN 0404563333
3. ↑  李察·沃格勒著 《法律正義的世界觀》（2005年） 第116頁 ISBN 0754624676
4. 1 2 3   彼得·咸美頓、愛米爾·杜爾凱姆: 批判性評價，第69頁
5. 1 2  芬克爾、凱若琳著 《奧斯曼之夢》 第549-550頁 ISBN 0465023967
6. 1 2  土耳其共和國國家教育部. . 土耳其政府.   [2008-05-23]. （原始内容存档于2008-02-07） （英语）.
7. ↑  昝涛. . 北京: 生活·读书·新知三联书店. 2011-08: 362  [2023-09-02]. ISBN 9787108037206. （原始内容存档于2023-09-03）.
8. ↑  安祖·曼哥著 《凯末尔》 第394頁 ISBN 0719565928
9. ↑  土耳其共和國土耳其軍隊. . 土耳其政府.   [2008-05-31] （英语）.[永久]
10. ↑  安祖·曼哥著 《凯末尔及庫爾德人》中東研究所 第35冊
11. ↑  國籍被定義在 1982年憲法第66條 (於2001年10月17日修正)
12. 1 2 3  蘭道, 雅各 M. . 印第安大學出版社. 1995: 275. ISBN 0253209609.
13. ↑  帕克索伊著 俄羅斯宗教及蘇聯現代百科全書 1999年 佛羅里達：國際學術出版社 第4冊
14. ↑  迪特里希·容、禾芬哥·皮寇利著 《處於十字路口的土耳其：鄂圖曼遺風與大中東》 2001年 倫敦薜特圖書出版社 ISBN 1856498662
15. ↑  當·貝瑞茲著 《今日中東》 1963年 ISBN 0275945766
16. ↑  格內庫爾麥·巴斯肯里捷(2007年4月27日)格內庫爾麥·巴斯肯里捷 （页面存档备份，存于）
17. ↑  托茲·娜塔莉 廿一世紀凱末爾主義：後赫爾辛基時代重定土耳其及歐盟的關係 （页面存档备份，存于） 思博文件No.170 2001年9月
18. ↑  拉亨代克 Başörtüsü yasağı savunulamaz （页面存档备份，存于） 沙巴（2006年3月22日）
19. ↑  歐洲人權法庭裁決有關土耳其的頭巾禁令 （页面存档备份，存于）: 歐洲人權法庭判定土耳其在學院裡的頭巾法令沒有侵犯人權 (今日贊曼，2004年6月30日)
20. ↑  歐洲人權法庭支持頭巾禁令 （页面存档备份，存于） (JTW News，2006年10月17日)
21. ↑  Alaranta, T. (2014). Contemporary Kemalism: From Universal Secular-Humanism to Extreme Turkish Nationalism （页面存档备份，存于）. United Kingdom: Taylor & Francis.
22. ↑  Calian, Florin George. . The Armenian Weekly. 2021-03-25  [2023-05-14]. （原始内容存档于2021-11-05） （美国英语）.

### 书籍
- 咸美頓, 彼得. . Routledge. 1995. ISBN 0415110467.
- 曼哥, 安祖.  Paperback. Woodstock, NY: Overlook Press, Peter Mayer Publishers, Inc. 2002 [1999]. ISBN 1-58567-334-X.
- 韋伯斯特, 當奴·艾佛特. . New York: AMS Press. 1973. ISBN 978-0404563332.
- 芬克爾, 凱若琳. . New York: Basic Books. 2006. ISBN 0465023967.